# Henning von Bargen

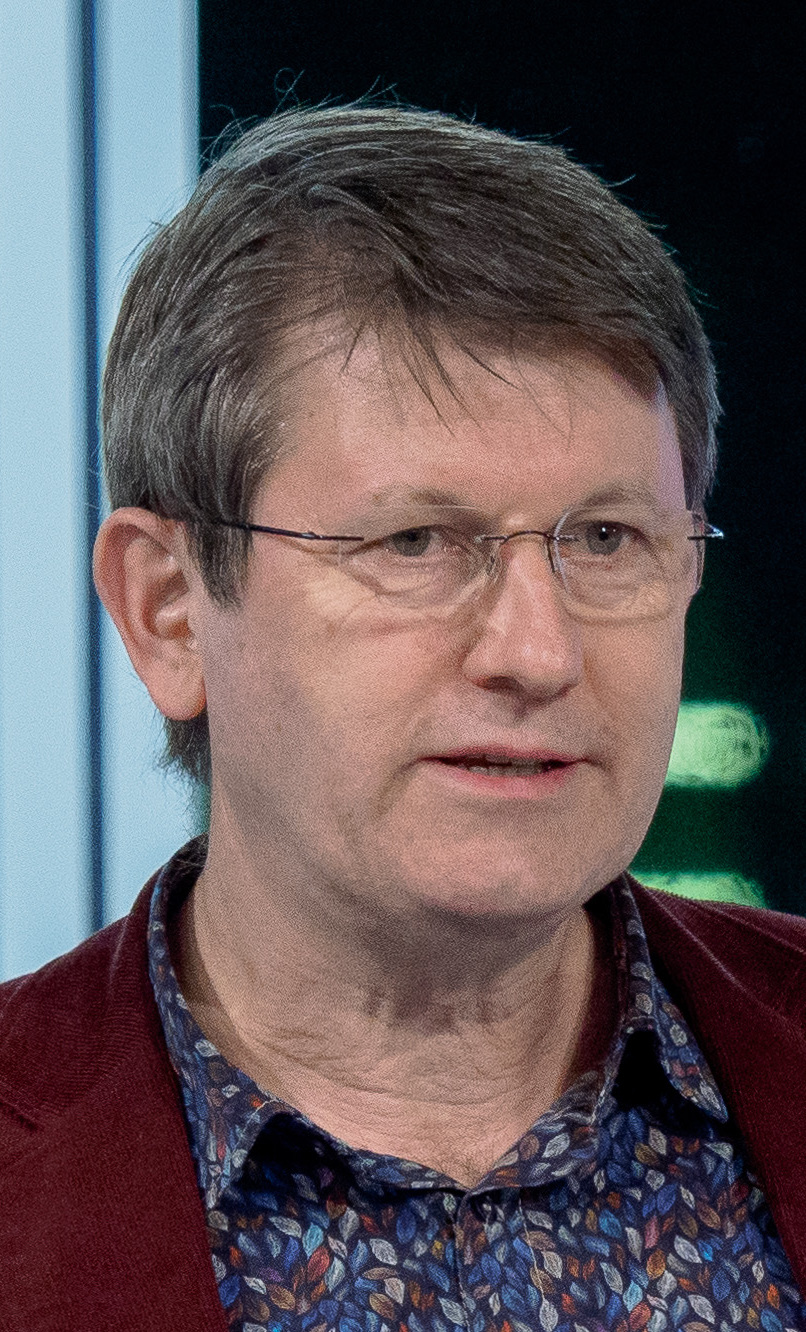
Henning von Bargen (2019)

Henning von Bargen (geboren 1959) ist ein deutscher Soziologe, Pädagoge und Autor. Seit 2007 leitet er das Gunda-Werner-Institut der Böll-Stiftung.

## Leben
Henning von Bargen studierte Soziologie, Erziehungswissenschaften sowie Ethnologie und schloss das Studium als Magister und Diplom-Pädagoge an der Universität Münster ab. Nach beruflichen Stationen in der politischen und gewerkschaftlichen Bildungsarbeit war er von 1998 bis 2007 Referent für die Stabsstelle Gemeinschaftsaufgaben Geschlechterdemokratie bei der Heinrich-Böll-Stiftung. Zusammen mit Angelika Blickhäuser führte er Gender-Trainings durch, entwickelte Qualitätsstandards für Genderberatung und -trainings und veröffentlichte Sachbücher zu dem Thema. Das Buch Mehr Qualität durch Gender-Kompetenz von 2006 basiert auf Erfahrungen in der Weiterbildungsarbeit und sei „ein Werkstattbuch zu Aspekten der Umsetzung von Gender Mainstreaming“.
Henning von Bargen übernahm 2007 zusammen mit Gitti Hentschel die Leitung des Gunda-Werner-Instituts, seit 2015 zusammen mit Ines Kappert.
2017 initiierte er mit Andreas Kemper und Elisabeth Tuider das Onlinelexikon Agent*In, das Informationen über Netzwerke, Organisationen und Personen mit antifeministischen Positionen sammelte und bereitstellte. Nach überwiegend negativer Rezeption wurde das Wiki drei Wochen nach dem Start vorübergehend eingestellt. Im November 2017 gab das Gunda-Werner-Institut bekannt, das Projekt nicht fortführen zu wollen.

## Veröffentlichungen (Auswahl)
- Mehr Qualität durch Gender-Kompetenz. Ein Wegweiser für Training und Beratung in Gender Mainstreaming. Mit Angelika Blickhäuser, hrsg. von der Heinrich-Böll-Stiftung, Ulrike Helmer Verlag, Sulzbach/Taunus 2006, ISBN 978-3-89741-199-9.
- Geschlechterdemokratie in der Praxis – eine Tour durch die Arbeitsfelder einer geschlechterdemokratischen Organisation.  Mit Gabriele Schambach in: Heinrich-Böll-Stiftung (Hrsg.): Geschlechterdemokratie wagen, Ulrike Helmer Verlag, Königstein 2003, ISBN 978-3-89741-113-5, S. 126–144.
- Gender-Training als Instrument von Personal- und Organisationsentwicklung. Mit Angelika Blickhäuser, in: Uta-Maria Hangebrauck u. a. (Hrsg.): Handbuch Betriebsklima, Rainer Hampp Verlag, München 2003, ISBN 978-3-87988-771-2, S. 135–152.
- Männerarbeit und Männerpolitik – untrennbar verbunden. Mit Andreas Goosses, in: Markus Theunert (Hrsg.): Männerpolitik. Was Jungen, Männer und Väter stark macht, Verlag Springer VS, Wiesbaden 2012, ISBN 978-3-531-18419-7, S. 125–144.